# Charaxes grahamei
Charaxes grahamei är en fjärilsart som beskrevs av Van Someren 1969. Charaxes grahamei ingår i släktet Charaxes och familjen praktfjärilar. IUCN kategoriserar arten globalt som livskraftig. Inga underarter finns listade i Catalogue of Life.